# Sandigliano
Sandigliano (Sandian [sanˈdiaŋ] in piemontese) è un comune italiano di 2 583 abitanti della provincia di Biella in Piemonte.

## Storia
Il toponimo, attestato nel 999 come "Santilianus", deriva probabilmente dal gentilizio romano gentilius. Compresa in epoca medievale tra i feudi del comitato di Vercelli, appartenne a diversi signori del luogo, finché, nel 999 venne ceduta, per volontà imperiale, all'episcopato vercellese e suddivisa, in seguito, tra i signori di Sandigliano e i Vialardi. Invasa dalle truppe viscontee nel 1353, subì più tardi anche il saccheggio da parte dell'esercito di Facino Cane, durante le lotte tra i Visconti e i Savoia per il possesso del biellese. Ceduta dagli stessi Savoia in parte ai Vialardi e in parte agli Avogadro, venne infeudata a Sebastiano Ferrero nel 1493 e ripetutamente saccheggiata, nel XVII secolo, durante le lotte tra francesi e spagnoli per il possesso dell'Italia settentrionale. Nell'Ottocento l'abitato entrò a far parte dei possedimenti del generale Bernardino Morra, conte di Lavriano. Il castello medievale, edificato nel XV secolo e perfettamente conservato, appartenne ai vari signori del luogo e mantiene, dell'originaria struttura, le mura esterne e il torrione, mentre la zona del ricetto, ossia le casette annesse che servivano da rifugio agli abitanti del luogo, non è più visibile. In località Villa sorge un altro castello, detto del Torrione (XIII e XIV secolo); suddiviso in due nuclei distinti, conserva dell'originario edificio l'imponente torre e un portale duecentesco mentre la corte interna è decorata con pregiate pitture parietali raffiguranti la Sacra Sindone. Nel borgo è possibile ammirare la parrocchiale che fu costruita su una chiesa quattrocentesca crollata, la costruzione risale al 1878 in stile neo-gotico, con magnifiche vetrate, un'Assunta attribuita al Gamba e una Via Crucis di Guglielmo Ciardi (1889). Tra i centri principali del Biellese, basa la sua economia sull'industria, attiva nei settori tessile (lavorazione di fibre naturali, in particolare lana, e sintetiche), meccanico, chimico, delle materie plastiche (reggette, imballaggi). L'agricoltura (cereali, foraggi, uva da vino) e l'allevamento (bovini, ovini, caprini) completano il quadro economico.
Dal 1859 fino al 1927 in seguito al Decreto Rattazzi il paese si trovava sotto la Provincia di Novara, dal 1927 al 1992 passò sotto la Provincia di Vercelli e dal 1992 il comune passò dalla provincia di Vercelli alla neo-istituita provincia di Biella.
Il codice ISTAT del comune prima della variazione era 002130, quello nuovo è 096059; mentre il CAP del comune prima della variazione del 1997 era 13060, successivamente è diventato 13876.

### Simboli
Lo stemma è stato riconosciuto con decreto del capo del governo del 12 aprile 1940.
Il gonfalone, concesso con DPR del 10 novembre 1983, è costituito da un drappo di rosso.

## Monumenti e luoghi d'interesse
- Castello La Rocchetta: situato in centro al paese risale al XIV secolo, ad oggi è adibito ad uso residenziale[6].
- Castello del Torrione o Vialardi: fu realizzato attorno ad un torrione centrale (da cui il nome) tra il XIII e il XV secolo, e ospitò la Sacra Sindone nel corso del trasporto in Piemonte da Chambéry[6].
- Chiesa parrocchiale di Santa Maria Assunta: collocata anch'essa in centro al paese, nei pressi del castello della Rocchetta, venne costruita in stile neogotico nel 1878 su una preesistente chiesa del XV secolo[6].

## Società

### Evoluzione demografica
Abitanti censiti

## Infrastrutture e trasporti

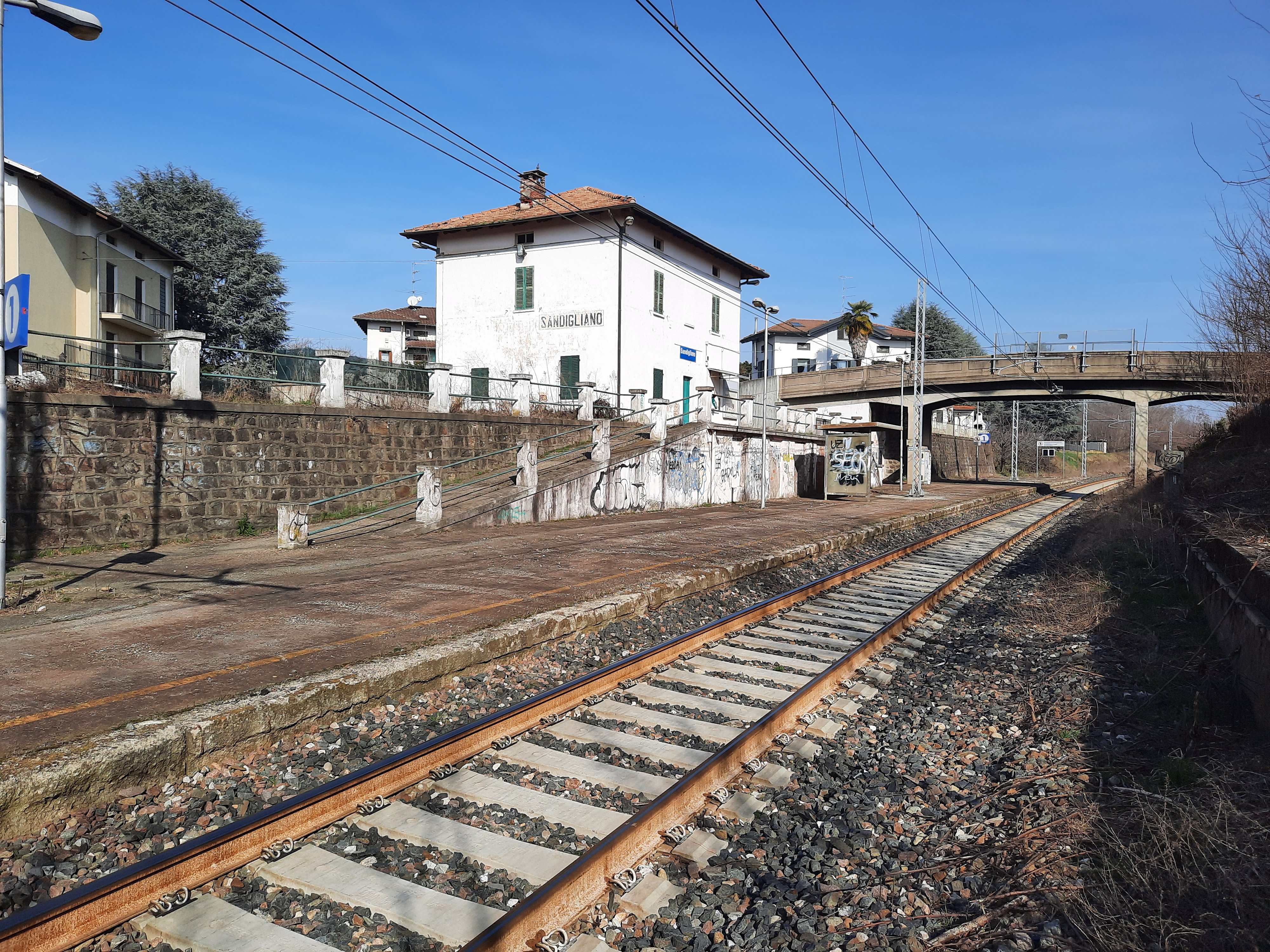
Stazione ferroviaria di Sandigliano

Dal 1925 al 1951 Sandigliano risultò servita dalla tranvia Biella-Borriana.
Nonostante i treni non vi effettuano più la fermata, la stazione risulta ancora attiva e dal 2019 ha inizio il progetto di ammodernamento per tutta la tratta Biella-Santhia, esso consiste nell'elettrificare tutta la linea. I lavori nei pressi di sandigliano sono iniziati a maggio 2021 e sono terminati a inizio 2022.

## Amministrazione

Castello La Rocchetta di Sandigliano

| * | Sindaci eletti dal Consiglio comunale e non dai cittadini (1946-1995). |

| Periodo | Periodo   | Primo cittadino      | Partito                                             | Carica  | Note         |
| ------- | --------- | -------------------- | --------------------------------------------------- | ------- | ------------ |
| 1985    | 1990      | Lelio Lanza          | Democrazia Cristiana                                | Sindaco | *            |
| 1990    | 1995      | Eugenio Gromo        | Democrazia Cristiana                                | Sindaco | *            |
| 1995    | 1999      | Eugenio Gromo        | Coalizione di centro                                | Sindaco | * 2º mandato |
| 1999    | 2004      | Raffaella Pongiluppi | lista civica Insieme e rinnovamento per Sandigliano | Sindaco |              |
| 2004    | 2009      | Raffaella Pongiluppi | lista civica Si Cresce Assieme                      | Sindaco | 2º mandato   |
| 2009    | 2014      | Anna Lanza           | lista civica Insieme per Migliorare Sandigliano     | Sindaco | [ 10 ]       |
| 2014    | 2019      | Mauro Masiero        | lista civica Siamo Sandigliano                      | Sindaco | [ 11 ]       |
| 2019    | 2024      | Mauro Masiero        | lista civica SiAmo Sandigliano                      | Sindaco | 2º mandato   |
| 2024    | in carica | Mauro Masiero        | lista civica SiAmo Sandigliano                      | Sindaco | 3º mandato   |